# Aeger libanensis
Aeger libanensis es una especie de langostino fósil perteneciente a la familia Aegeridae. Estos langostinos tenían pereiópodos muy largos.

## Registro fósil
Los fósiles de Aeger libanensis se encuentran en los afloramientos marinos del Cenomanianense (Cretácico superior) en Hjoula y Mayfouq en el Líbano (rango de edad: de 93,9 a 100,5 millones de años).